# Костянтин II (юдик Торресу)
Костянтин II (італ. Costantino II; д/н — 1198) — юдик (володар) Торреського юдикатів в 1190—1198 роках.

## Життєпис
Походив з династії Лакон-Гунале. Старший син Баризона II, юдика Торресу, та Преціози де Оррубу. Про молоді роки відомостей обмаль, окрім того, що з 1170 року долучився до державних справ. У 1190 році після зречення батька успадкував трон.
Продовжив політику, спрямовану проти панування Пізанської республіки на Сардинії. У відповідь Убальдо Ланфранкі, архієпископ Пізи, наклав на Торреський юдикат інтердикт. Проте це не зупинило Костянтина II. 10 червня 1191 року він підписав союзний договір з Генуєю. Договір передбачав, що генуезьким купцям гарантується їхнє майно, громадянство, безмитна торгівля, ринки та права на правосуддя
Втім проти нього виступив Вільгельм Салусіо IV, юдик Кальярі, що діяв на виконання інтердикту. Останнього також підтримав П'єтро I, юдик Арбореї. Військові дії спочатку були успішними для Торресу, оскільки юдик отримав допомогу від генуезців. 1192 року спільно з юдиком Кальярі переміг Арборейський юдикат, захопивши його частину.
У 1194 році розпочав таємні перемовини з П'єтро I Арборейським, що викликало невдоволення Вільгельма Салусіо IV. В своюч ергу Генуя спонукала юдиків Торресу і Арбореї виступити проти Кальярі. У 1195 році Вільгельм Салусіо IV перейшов у наступ й захопив резиденцію Костянтин II — замок Гочеано, де схопив дружину останнього Прунісінду, яку згодом заморив голодом в замку Санта-Ігія. 1196 році Костянтин II вів в Пізі перемовини щодо повернення дружини та замку Гочеано в обмін на 50 тис. безантів. Але угода не відбулася.
Костянтин II продовжив боротьбу проти Кальярського юдикату до самої смерті у 1198 році. Йому спадкував брат Коміта.

## Родина
1. Дружина — Друда з Барселонського графства
дітей не було
2. Дружина — Прунісінда з Барселонського графства
дітей не було